# 6585 O'Keefe
6585 O'Keefe este un asteroid care intersectează orbita planetei Marte.

## Descriere
6585 O'Keefe este un asteroid care intersectează orbita planetei Marte. Asteroidul prezintă o orbită caracterizată de o semiaxă mare de 2,37 ua, o excentricitate de 0,36 și o înclinație de 22,4° în raport cu ecliptica.